# Waldemar Segiet
Waldemar Segiet – polski pedagog, dr hab. nauk społecznych, profesor uczelni Zakładu Edukacji Wielokulturowej i Badań nad Nierównościami Społecznymi, oraz prodziekan Wydziału Studiów Edukacyjnych Uniwersytetu im. Adama Mickiewicza w Poznaniu.

## Życiorys
16 lutego 1998 obronił pracę doktorską Rodzice - nauczyciele. Wzajemne stosunki i reprezentacje, 3 czerwca 2014 habilitował się na podstawie pracy zatytułowanej O związku edukacji z rodziną. Społeczne konteksty i jednostkowe biografie. Został zatrudniony na stanowisku adiunkta w Instytucie Humanistycznym Państwowej Wyższej Szkole Zawodowej im. Jakuba z Paradyża w Gorzowie Wielkopolskim, w Zakładzie Podstaw Wychowania i Opieki na Wydziale Studiów Edukacyjnych Uniwersytetu im. Adama Mickiewicza, oraz w Instytucie Nauk Edukacyjnych Państwowej Wyższej Szkole Zawodowej im. Jana Amosa Komeńskiego w Lesznie.
Był starszym wykładowcą na Wydziale Humanistycznym Akademii im. Jakuba z Paradyża w Gorzowie Wielkopolskim.
Jest członkiem Rady Dyscypliny Naukowej - Pedagogiki Uniwersytetu im. Adama Mickiewicza w Poznaniu i prodziekanem na Wydziale Studiów Edukacyjnych Uniwersytetu im. Adama Mickiewicza w Poznaniu.
Jest profesorem uczelni Zakładu Edukacji Wielokulturowej i Badań nad Nierównościami Społecznymi Wydziału Studiów Edukacyjnych Uniwersytetu im. Adama Mickiewicza w Poznaniu.